# Ondergrondse Vakschool

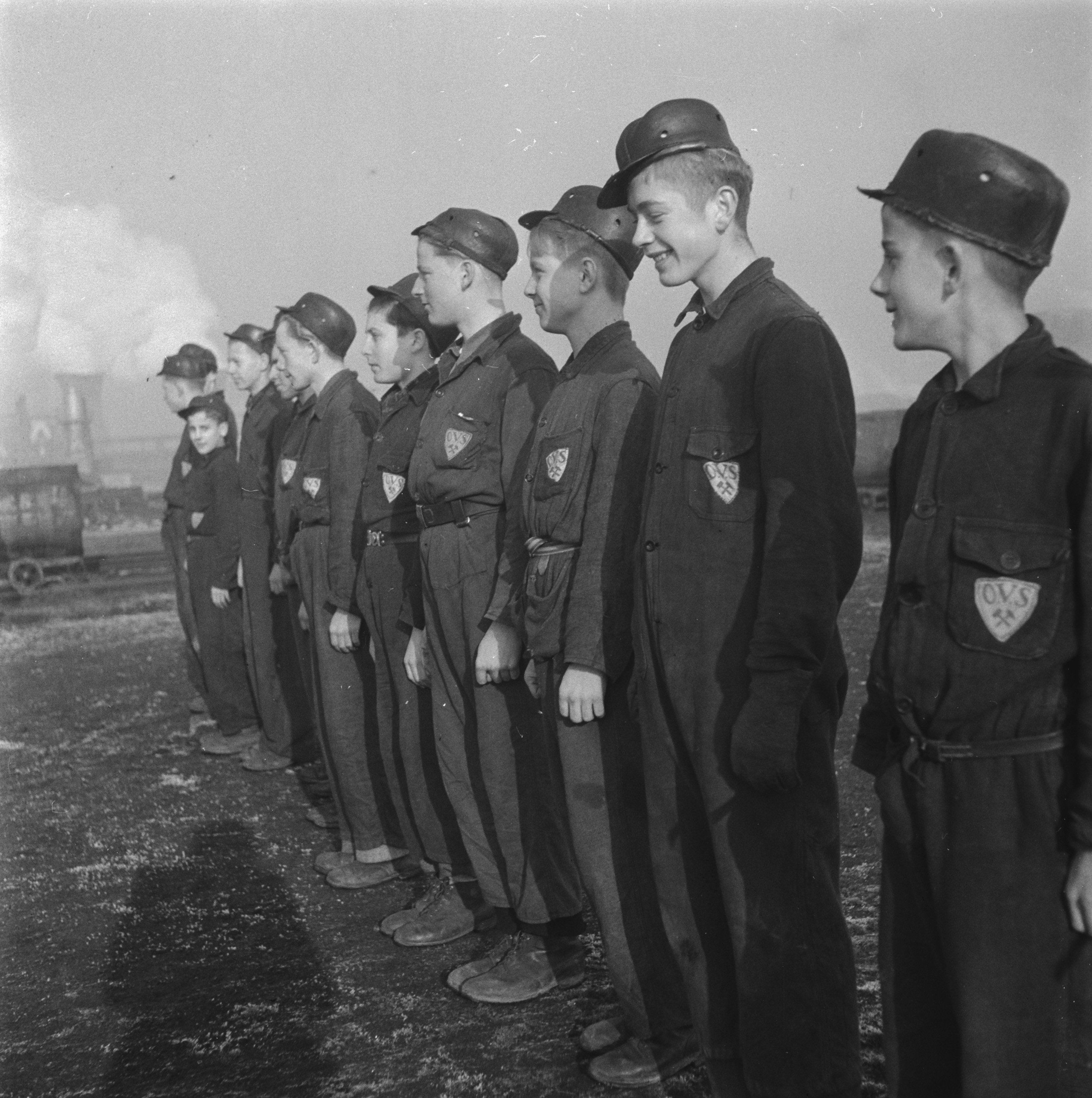
OVS’ers in Limburg (1945)

De Ondergrondse Vakschool (OVS) was een praktijkopleiding voor mijnwerkers in Nederlands-Limburg.

## Geschiedenis
Deze onderwijsvorm werd opgezet vanaf 1945, toen voor de wederopbouw zeer veel steenkool nodig was en de beschikbaarheid van bekwame mijnwerkers een grote prioriteit bezat. Als men de lagere school verlaten had, op een leeftijd van ongeveer 14 jaar, kon men aan de OVS worden toegelaten.
De eerste OVS werd in 1945 opgericht bij de Staatsmijn Hendrik. In de loop van hetzelfde jaar kregen ook alle andere mijnen in het Zuid-Limburgs steenkoolbekken een dergelijke onderwijsinstelling, met uitzonderdering van Oranje-Nassau III en IV, en de beide mijnen van Laura en Vereeniging, die het samen met één OVS moesten doen. De scholen werden deels door de Nederlandse overheid gefinancierd. Anders dan de naam doet vermoeden, speelden veel activiteiten zich bovengronds af.
In 1968 werd de opleiding opgeheven, als gevolg van de mijnsluiting.

## Opleiding tot houwer
De opleiding bestond uit drie leerjaren.
Het eerste leerjaar speelde zich bovengronds af, er werd onderwijs gegeven in technische vakken en mijnbouwkunde. Ook werd er tijd besteed aan praktisch werk in een jeugdwerkplaats. Veel aandacht was er voor sport en spel en daarnaast leerde men vaardigheden van het soort zoals die ook wel bij de scouting worden aangeleerd: knopen leggen, oriëntatietochten en dergelijke. Dit om het improvisatievermogen te oefenen.
Naast theoretisch onderwijs bestond het tweede leerjaar uit kennismaking met het mijnbedrijf en het uitvoeren van allerlei bovengrondse werkzaamheden, zoals het stapelen van mijnhout of het aanleggen van spoorrails, of men werd tewerkgesteld aan een leesband in de steenkoolwasserij. Ook ging men dat jaar voor het eerst de leermijn in, een nagebootste mijn die meestal in een steenberg was uitgehouwen. Daar bekwaamde men zich, onder begeleiding van ervaren mijnwerkers, in de ondergrondse werkzaamheden.
In het derde jaar, als 17-jarige, ging de OVS’er al voor een deel de ondergrondse praktijk in. Onder leiding van een instructeur werd het aantal dagen die men ondergronds verbleef geleidelijk opgevoerd. De laatste zes maanden van dat jaar was het aantal bovengrondse lesdagen reeds beperkt tot een dag per week. 
Als men 18 jaar was en het derde leerjaar had doorlopen, werd men in het ondergrondse mijnbedrijf geplaatst. Daar kreeg men een vervolgopleiding en doorliep een aantal functies, namelijk die van sleper, postsleper en hulphouwer. Daarna werd men aspirant-houwer in een speciale pijler, de leerpijler, en had te maken met een zwaar eisenpakket qua productiviteit en scherp toezicht. Bovendien waren er nog lessen in veiligheid en het bedienen van de diverse machines. Na zes maanden kreeg men uiteindelijk het houwersdiploma en kon men zich volleerd mijnwerker noemen.
Houwers die na enkele jaren praktijk hun vakmanschap en het bezit van andere kwaliteiten hadden bewezen konden meesterhouwer worden. Een dergelijke persoon had de leiding over een ploeg arbeiders en kende enkele voorrechten.